# بيل موير
بيل موير (بالإنجليزية: Bill Muir)‏ هو مدرب رياضي أمريكي، ولد في 26 أكتوبر 1942 في بيتسبرغ في الولايات المتحدة.